# گای (تنسی)
گای(به انگلیسی: Guys) شهری در ایالت تنسی کشور ایالات متحده آمریکا است که جمعیت آن در سرشماری سال ۲۰۱۰ میلادی، ۴۶۶ نفر بوده‌است.